# Franciszek Serafin
Franciszek Serafin (ur. 7 marca 1931 w Iwkowej, zm. 13 grudnia 2003 w Tychach) – polski historyk, profesor nauk humanistycznych, nauczyciel akademicki Uniwersytetu Śląskiego w Katowicach, pracownik Śląskiego Instytutu Naukowego w Katowicach, specjalność naukowa: historia najnowsza.

## Życiorys
W latach 1972–2001 był zatrudniony w Instytucie Historii Uniwersytetu Śląskiego w Katowicach. Był tam m.in. kierownikiem Zakładu Metodologii i Dydaktyki Historii oraz zastępcą dyrektora Instytutu. Pracował także w Śląskim Instytucie Naukowym.
W 1994 prezydent RP Lech Wałęsa nadał mu tytuł profesora nauk humanistycznych.
Pod jego kierunkiem stopień naukowy doktora uzyskali m.in. Ryszard Kaczmarek (1989), Krzysztof Nowak (1995) i Zbigniew Hojka (1995).

## Wybrane publikacje
- Pomoc państwa dla osadników w województwie śląsko-dąbrowskim w latach 1945–1946 (1964)
- Kształtowanie się koncepcji oraz ogólnych założeń organizacji osadnictwa rolnego w województwie śląsko-dąbrowskim (luty–lipiec 1945 r.) (1968)
- Ruch ludowy w województwie śląsko-dąbrowskim w latach 1945–1949 (1970)
- Osadnictwo wiejskie i miejskie w województwie śląsko-dąbrowskim w latach 1945–1948 (1973)
- Paweł Bobek, Wspomnienia i zapiski (oprac. nauk., 1974)
- Nekropolia radzieckie w województwie katowickim (red. nauk., 1976)
- Polska wieś w latach II Rzeczypospoltej (1977)
- Wieś śląska w latach międzywojennych : 1922–1939 (1977)
- Ziemie śląskie w granicach II Rzeczypospolitej : procesy integracyjne (red. nauk, 1985)
- Z dziejów reformy rolnej w województwie śląsko-dąbrowskim w latach 1945–1948 (1986)
- Z dziejów rewolucji socjalistycznej w Polsce (red. nauk., 1987)
- Początki ruchu ludowego na Śląsku Cieszyńskim (do 1912 roku) (współautor: Michał Heller) (1989)
- Z dziejów ruchu ludowego na Śląsku i w Zagłębiu Dąbrowskim (red. nauk., 1989)
- Udział mieszkańców Bierunia Starego w walce o narodowe wyzwolenie Górnego Śląska w latach 1919–1921 (1991)
- Małopolsko-śląska organizacja Stronnictwa Ludowego w latach 1931–1933 (1992)
- Województwo śląskie 1922–1939. Zarys monograficzny (red. nauk., 1996)
- Lędziny : zarys dziejów (red. nauk., 1998)
- Śląski słownik biograficzny : seria nowa. T. 1 (red. nauk. wspólnie z Mirosławem Fazanem, 1999)[1][2]